# Куприянов, Вячеслав Глебович
Вячесла́в Гле́бович Куприя́нов (23 декабря 1939, Новосибирск) — русский писатель
, поэт и переводчик. Член Союза писателей России. Лауреат Бунинской премии (2010), премии «Слово» (2024).

## Биография
Вячеслав Куприянов родился в Новосибирске в медицинской семье. Отец — Куприянов Глеб Васильевич (1913—1942), врач, погиб на фронте под Харьковом. Мать — Куприянова Мария Никифоровна (1919—2002) — врач-хирург.
После окончания средней школы Вячеслав работал по комсомольской путёвке бетонщиком и грузчиком на строительстве Новосибирского электротехнического института. Учился в Высшем военно-морском училище инженеров оружия — 1958—1960 гг. Там написал поэму «Василий Биркин», сатиру на быт и бытие курсантов, после чего был обязан всё написанное предъявлять командиру роты. Поэма была опубликована через 35 лет при поддержке вице-президента Росатома Евгения Игнатенко, бывшего выпускника училища.
Окончил Московский педагогический институт иностранных языков (ныне Московский государственный лингвистический университет), переводческий факультет, отделение машинного перевода и математической лингвистики (1967).

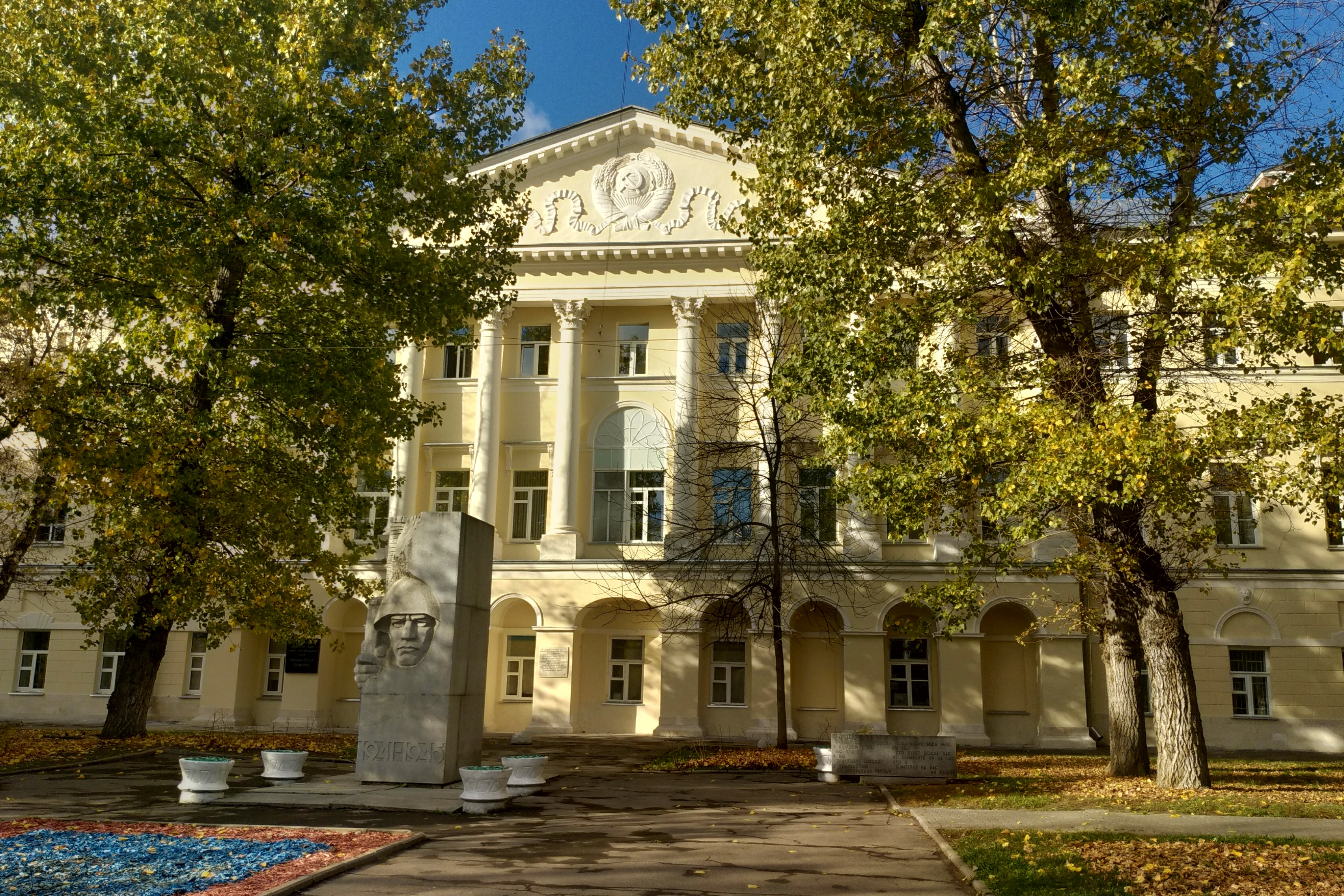
Московский государственный лингвистический университет (МГЛУ)

В институте создал литобъединение «Фотон», куда входили поэты Платон Кореневский, Алексей Бердников, Борис Хлебников, Сергей Гончаренко и др. В 1963 г. начал переводить поэзию с немецкого языка, прежде всего Райнера Марию Рильке. Публиковал стихи, переводы и статьи в газете Ин-яза «Советский студент». Первая публикация стихов в газете «Московская правда» в 1962 г., в журнале «Москва» № 12, 1965 г. После окончания института получил в качестве исключения свободное распределение «в Союз писателей», куда и был принят через 9 лет — в 1976 г.
Стихи Куприянова, особенно свободные стихи (верлибр, одним из родоначальников которого он считается наряду с Владимиром Буричем, Арво Метсом и Геннадием Алексеевым), переведены более чем на 40 языков мира. Менее знаменита его проза из-за её усложненности и ориентации на столкновение и интерференцию различных традиций; она более известна в переводах на немецкий язык. Его стихотворные сборники в переводе на немецкий язык получали высокую оценку немецких критиков: в феврале 1997 г. его «Лупа железного времени» была на 1-м месте в «списке лучших книг Юго-Западного Радио», а сборник «Телескоп времени» на 1-м месте в ноябре 2003 г. (список определяют 35 ведущих немецкоязычных критиков).
Вячеслав Глебович Куприянов — член Союза писателей России, Союза писателей Сербии, Член русского ПЕН-центра. Живёт в Москве.

## Награды и премии
- Лауреат фестиваля поэзии в г. Гонеза (Италия, 1986).
- Лауреат Европейской литературной премии (Югославия, 1987).
- Обладатель Македонского литературного жезла (Македония, 1999).
- Лауреат премии министерства культуры и образования Австрии (2006).
- Лауреат международной премии им. Бранко Радичевича (Сербия, 2006).
- Лауреат международной премии «Моравская грамота» (Сербия, 2008).
- Лауреат Бунинской премии (Москва, 2010).
- Лауреат премии журнала «Дети Ра» (Москва, 2015; 2018).
- Лауреат премии «Европейский атлас поэзии» (Сербская Республика, 2017).
- Лауреат премии Felix Romulana (Сербия, Неготин, 2017).
- Лауреат премии «Сердец связующая нить» (Москва, 2018).
- Лауреат премии «Югра» (Ханты-Мансийск, 2018).
- Лауреат премии Naji Naaman literary prizes, 2018 (Япония/Ливан).
- Лауреат премии «Золотой ключ Смедерева» (Сербия, 2021).
- Благодарственное письмо Первого заместителя председателя Государственного Собрания Республики Саха (Якутия) "За вклад в культурное развитие Республики Саха.
- Лауреат премии «Слово» (Москва, 2024).

### Сборники стихотворений
- Вячеслав Куприянов От первого лица: Стихотворения. — М.: Современник, 1981. — 125 с.; (Новинки «Современника»)
- Вячеслав Куприянов Жизнь идёт: Стихотворения. — М.: Советский писатель, 1982. — 103 с.
- Вячеслав Куприянов Домашние задания: Стихотворения. — М.: Молодая гвардия, 1986. — 143 с.
- Вячеслав Куприянов Эхо: Стихотворения. [Худож. В. Песков]. — М.: Современник, 1988. — 156 с.: ил., цв. ил.
- Вячеслав Куприянов Перпетуум мобиле. — М.: РБП, 1993. — 7 с.: ил.; (Рекламная библиотечка поэзии)
- «Стихи», (Москва, «Зеркало», 1994);
- Вячеслав Куприянов Дайте договорить: Верлибры. — М.: МГО СП России, 2002. — 111 с.
- Вячеслав Куприянов Лучшие времена: Стихотворения. Верлибры. Переводы. — М.: Молодая гвардия, 2003. — 365 с.: портр.; — ISBN 5-235-02628-4 (Библиотека лирической поэзии «Золотой жираф»)
- Вячеслав Куприянов Ода времени. — М.: Новый ключ, 2010. — 319 с.: ил., табл.; ISBN 978-5-7082-0266-1
- Вячеслав Куприянов Ничто человеческое: стихотворения и верлибры. — М.: Авторская книга, 2013. — 171 с.: ил., портр. ISBN 978-5-91945-475-5 (Лауреаты национальной литературной премии «Поэт года») (Стихи.ру)
- ISBN 978-5-93381-330-9
- Вячеслав Куприянов Противоречия: Опыты соединения слов посредством смысла. — М.: Б.С.Г.-ПРЕСС, 2019. — 560 с. [Книга, представляющая собой собрание стихотворений, написанных верлибром] ISBN 978-5-93381-403-0
- "Райские птицы поэзии", издательство Евгения Степанова,книжная серия "Авангарды", 2025.

## Зарубежные издания
- «Трезвое эхо», (Западный Берлин, 1985)
- «Круг жизни», (Краков, перевод на польский Аллы Сарахановой, 1987)
- «Недозволенное чудо», (София, перевод на болгарский Кирила Кадийского, 1987)
- «Риск доверия», (Вальд, 1987)
- «Урок пения», (Титоград, Югославия, перевод на сербский Ядранки Дубак, 1987)
- «Отчет об ангеле», (Библиотека Европейской литературной премии, КОВ, 1988)
- «Современные стихи», (Коломбо, 1988, на яз. тамили)
- «Щупальца земли», (Лейден, Нидерланды, перевод на голландский Мириам ван Хее, 1988)
- «Как стать жирафом», (ФРГ, на русском и немецком, изд. «Алкион», 1987, 1991, 1998, 2002)
- «Памятник неизвестному трусу», (ФРГ, Дельп, перевод на немецкий Петера Штегера, 1990)
- «Призыв к полету», (ГДР, переводы Хайнца Калау, Гизелы Крафт, Г.Бизингера и др., 1990)
- «На языке всех», (на русском и английском, Лондон, Форест букс, перевод Френсиса Джонса, 1991, 1992)
- «Лупа железного времени», ФРГ, изд. «Алкион», 1996 , 1-е место в списке лучших книг Юго-Западного радио (SWR-Bestenliste)
- «Уроки пения и мысли», (Струга, Македония, 1998)
- «Оазис времени», (Русе, Болгария, перевод Здравко Кисева, 2000)
- «Телескоп времени» ФРГ, на русском и немецком, изд. «Алкион», 2003, 1-е место в списке лучших книг Юго-Западного радио(SWR-Bestenliste)
- «Стихотворения», София, Нов Златорог, перевод на болгарский Кирила Кадийского, 2005
- «Mitlesebuch 96», Aphaia Verlag, на немецком, Berlin, 2006, 2011
- «Земное небо», стихотворения, на сербском яз., Нови Сад, Сербия 2006
- «Бумажная ложь», («De papieren leugen»), на русском и фламандском, Бельгия, POINT-Editions, 2008
- «Стихотворения», Загреб, "h, d, p, « на русском и хорватском, перевел Фикрет Цацан, 2008
- „Мгла рождает вести“, Ереван, перевод на армянский Юрия Саакяна, 2008
- Вјачеслав Купријанов Ода времену = Ода времени. — Смедерево: Меридијани: Међунар. фестивал поезије Смедеревска песничка јсен, 2009. — 75 c. : портр.
- Viaceslav Kuprianov Despre adevǎrul coliviilor („О справедливости клеток“). trad. în limba rom., pref. şi note de Leo Butnaru. — Bucureşti: Vinea, 2009. — 100 с.; 19x20 см; ISBN 978-973-698-255-2
- „Der Baer Tanzt“ („Медведь пляшет“), на русском и немецком, Pop-Verlag, Ludwigsburg, перевод Петера Штегера, 2010
- Вјачеслав Купријанов Вашето Височество Животно. [прев. од руски јазик Ленче Тосева, Фросина Манева]. — Скопје: Македонска реч, 2012. — 212 с.; (Библиотека: Современа светска проза) ISBN 978-608-225-075-5
- „Нельзя/Verboten“, Gedichte, Russisch-Deutsch, Pop-Verlag, Ludwigsburg, 2012
- „Уроки / Leçons“, стихотворения, на русском и французском, PEBO Verlag, Kelmis, Бельгия, 2012
- „Wilder Westen“ („Дикий Запад“), Pop-Verlag, Ludwigsburg; Gedichte, aus dem Russischen von Peter Steger, 2013. ISBN 978-3-86356-65-2
- „Тяжелый рок — Hard Rock“, Pop-Verlag, Ludwigsburg; Gedichte, aus dem Russischen von Peter Steger, 2014
- Viacheslav Kupriyanov „Srijansilata“ — „CREATIVITY“, книга стихов на языке бенгали, Калькутта, перевел с английского Амаль Кор. 2015
- „Luminescncia“ — „Озарение“, стихи, на русском и португальском, перевод Авроры Бернардини, изд. „Калинка“, Сан Паулу, Бразилия, 2016
- „Втор час…“, „Второй урок…“, стихи на македонском, Македония, Скопье, 2016
- „Vuciji zov“ („Волчий зов“), izbrane pesme, Nagrada „Evropski atlas lirike“, Перевод с русского Веры Хорват, Баня Лука, Республика Сербска, 2017
- Hastakshar sharad ritu ke», 2018, на хинди, New Delhi
- «Duet of Iron», Japan, «Jupta books» (Kyoto), 2018
- «Dibujos sobre una estera de bamboo», («Узоры а бамбуковой циновке») Traductor Anastassia Espinel Souares; Fundación El Libro Total (Argentina) https://www.ellibrototal.com/ltotal/ficha.jsp?idLibro=16722
- «El pie izquierdo» — «Левая нога», рассказ, перевод на испанский Anastassia Espinel Souares;Fundación El Libro Total (Колумбия), E-Book: https://www.ellibrototal.com/ltotal/ficha.jsp?idLibro=17539
- ."Las Pirámidas de Egipto" («Египетские пирамиды», стихи как проза, перевод на испанский Anastassia Espinel Souares; Fundación El Libro Total (Аргентина), E-Book: https://www.ellibrototal.com/ltotal/ficha.jsp?idLibro=17403
- https://www.epubli.de//shop/buch/Das-Wirbeln-der-gro%C3%9Fen-Welt-Wjatscheslaw-Kuprijanow-9783753162584/109964 Das Wirbeln der großen Welt, Ein Lesebuch von Wjatscheslaw Kuprijanow, Berlin, 2021.
- «Fuer den unbekannten Feigling», Gedichte und Prosa-Gedichte, Russisch/Deutsch, Pop-Verlag Ludwigsburg), 2021.
- «Соль на языке земли». Золотой ключ Смедерева. На русском и сербском. Перевод Веры Хорват. Смедерево, 2021
- «GOLDREGEN», «Золотой дождь», на русском и немецком; Publishing House Universali, Tbilisi, 2021;
- «СНИJЕГ», Избране и нове пjесме, перевел с русского Предраг Белошевич, Баня Лука, Сербская республика, 2021.
- Vjatjeslav Kuprijanov, HUR MAN BLIR EN GIRAFF («Как стать жирафом»), poetry, перевел с русского Алан Асаид, bokvörlaget FAETHON, Stockholm, Швеция.
- Vairudhyalu, " pothi.com, https://store.pothi.com/book/r-d-akella-vairudhyalu/, 2022; ISBN 978-93-5780-032-7;(Полный перевод книги «ПРОТИВОРЕЧИЯ» на язык телугу, Индия).
- «Pratidhvani», Akella’s Telugu translation of Kupriyanov’s Russian poems; Print Book Genre: Poetry Language: Telugu. Полный перевод книги «Эхо» на язык телугу, Индия.

### Проза
- «Сырая рукопись», («Алкион»-Ферлаг, ФРГ, на немецком, 1991);
- «Башмак Эмпедокла», («Алкион», на немецком, 1994, 1999);
- «Орден Полярной звезды», повесть, (Русская фантастическая проза конца XX века, том 19-20, «Русская книга», 2001);
- «Узоры на бамбуковой циновке», (ФРГ, на русском и немецком, прозаические миниатюры, «Алкион», 2001);
- «В секретном центре», рассказы, перевод на немецкий Петера Штегера, изд. ЭРАТА, Лейпциг, 2008;

В 2004 в альманахе «ЛИТРОС» — повесть «Затяжной прыжок» («Агент особой секретности»), 

в журнале «Простор» (Алма-Ата) № 12 — роман «Башмак Эмпедокла», 

В 2005 в № 6 — 7 — роман «Остерегайтесь злой собаки»;
- «Синий халат Вселенной или Ваше звероподобие», роман, издательство «ЗебраЕ», Москва, 2006 .
- «Башмак Эмпедокла», («Empedoklova cipela»), Загреб, «Edizija Bozicevic», na hrvatskom, перевод Жарко Миленича, 2010
- «Ihre Tierische Majestaet» («Ваше звероподобие»), перевод на немецкий Петера Штегера, Pop-Verlag, Ludwigsburg, 2011.
- «Синий халат Вселенной или Ваше звероподобие», («Modro odijelo svemira»), Загреб, «Zagrebačka naklada», na hrvatskom, перевод Жарко Миленича, 2012
- Вячеслав Куприянов Башмак Эмпедокла. — М.: Б.С.Г.-Пресс, 2012. — 270 с.: ил.; ISBN 978-5-93381-307-1
- В журнале «Берега», Калининград, № 5,6 (2018), 1 (2019), роман «Остерегайтесь гончих псов».
- В журнале «Берега», Калининград, № 3 (49), № 6 (52)-2022, повесть «Орден Полярной Звезды».
- "Книга о верлибре, Б.С.Г.- Пресс, 2023. ISBN 978-5-93381-449-8
- "Остерегайтесь Гончих Псов", виртуальная историческая повесть, Экопалата России, Русский ПЕН-центр, 2024.

## Переводы
Янис Петерс, Мой улей, стихи, авторизованный перевод с латышского; Советский писатель; 1978;
Ашот Граши. Колыбель радуг. Перевод с армянского. Советский писатель. 1980;
- Хайнц Калау Избранная лирика. — М.: Молодая гвардия, 1982;
- Таиф Аджба Вторая жизнь: Стихи; Перевод с абх. В. Куприянова. — М.: Советский писатель, 1983. — 88 с.: ил.
- Витаутас Каралюс Свет и глаза: Стихи / Перевод с литов. В. Куприянова. — М.: Сов. писатель, 1984. — 103 с.
- Эрих Фрид Избранная лирика. — М.: Молодая гвардия, 1987;
- Райнер Мария Рильке Избранные стихотворения, РАДУГА, 2003.
- Райнер Мария Рильке Избранные стихотворения, ЭКСМО, 2006.
- Зарубежная поэзия в переводах Вячеслава Куприянова. — М.: Радуга, 2009. — 479 с.; в пер.; ISBN 978-5-05-007065-4
- Франц Холер Президент и другие рассказы, миниатюры, стихотворения. — М.: Центр книги Рудомино, 2015. — 224 с. — (Серия «Литературная Гельвеция») ISBN 978-5-00-087073-0
- Михаэль Крюгер Стихотворения и проза. «Под свободным небом». — М.: ОГИ. 2017. Перевел с немецкого Вячеслав Куприянов. ISBN 978-5-94282-748-9
- Франц Холер Стук — [пер. с нем. В. Г. Куприянова] — М.: РИПОЛ классик, 2018. ISBN 978-5-386-10589-1
- Ханс Магнус Энценсбергер Головоломка: Стихотворения и проза. — М.: ОГИ, 2019. ISBN 978-5-94282-858-5
- Франц Холер, «Послание из глубины веков, или Долгий путь в Монтекассино», перевод с немецкого Вячеслава Куприянова под редакцией Анатолия Егоршева), «Иностранная литература» № 2, 2022.
- Ованес Григорян. Потерянные письма. Стихи, поэмы. М.: «Советский писатель», 1985.

## Цитаты
: «Стихи Куприянова — интересный синтез лирики и философии».
Григорий Поженян, «Московский комсомолец», 25.4.1986

Куприянов… даровитый поэт. любопытно сочетающий русскую традицию с манерой Бертольта Брехта и его школы.
— Борис Слуцкий «Комсомольская правда», 1 декабря 1971

Поэт Вячеслав Куприянов давно и последовательно занимался верлибром и его, так сказать, внедрением в русскую словесность. Ещё десять лет назад журналы крайне неохотно печатали свободные стихи. Считалось, что верлибр — это переводы, подстрочники. Действительно, Куприянов много и плодотворно переводит современных немецких поэтов. Теперь верлибром в России пишут многие молодые стихотворцы. Но прописку этот способ стихосложения получил у нас только с конца 80-х годов, и во многом благодаря творчеству этих двух поэтов — Бурича и Куприянова.— Генрих Сапгир

Творчество Вячеслава Куприянова слабо освещено нашей критикой в силу того, что критики XX века уделяют главное внимание не столько вопросам эстетики слова, сколько темам и проблемам, которые «поднимали» те или иные авторы.— Ю. В. Рождественский

Поэзия Куприянова… ведёт к раздумью и сочувствию при помощи речевого и мысленного эксперимента. Её кажущаяся абстрактность оказывается, если внимательно посмотреть, гораздо более актуальной, нежели в ином захватывающем агитационном стихотворении.— Р. Лауэр